# Доцибилис II (Гаета)
Доцибилис II (на италиански: Docibile) e hypatos (консул), херцог на Гаета от 906 до смъртта си.

## Биография
Той е син на Йоан I и управлява с него от 906 г. като съвладетел.
През 915 г. Доцибилис II участва с баща си в битката при Гариляно против сарацините. През 930 г. той получава титлата херцог, или dux. През 933 или 934 г. баща му умира и той поема управлението.
Женен е за Орания от Неапол и има с нея синовете Йоан II, Грегорий, Марин II и дъщеря Мария, която омъжва за принц на Капуа.
Доцибилис II е нападнат от Ландулф I от Херцогство Беневенто.
Неговият син Йоан II го наследява на трона (954 – 963).